# 1996年夏季奥林匹克运动会足球比赛
1996年夏季奥林匹克运动会的足球比赛在7月20日到8月3日之间举行。分为男子足球和女子足球两项。

## 各項成績
| 項目             | 金牌     | 银牌   | 铜牌 |
| 男子足球（詳細） | 奈及利亞 | 阿根廷 | 巴西 |
| 女子足球（詳細） | 美国     | 中國   | 挪威 |